# Jabna
Jabna, također: Javna, Jamnija, Jamnia, Jabneh (u hrvatskoj literaturi, čak i samo u posljednjih desetak godina, pojavljuju se svi oblici transkripcije) je manji antički grad nedaleko Jaffe u današnjem Izraelu.
U Starom zavjetu spominje se u Prvoj i Drugoj knjizi o Makabejcima kao uporište židovskih neprijatelja i idolopoklonika. Makabejski ustanici konačno su zauzeli grad i pripojili ga obnovljenom judejskom kraljevstvu.
Jabna dobiva osobiti značaj nakon razaranja Jeruzalema i jeruzalemskog Hrama 70. godine n.e. U Jabni je osnovana i djelovala rabinska škola i Sinedrij židovskih učenjaka, koju je osnovao i vodio Johanan ben Zakaj. Osnivači škole pripadali su uglavnom stranci farizeja. Oni preuzimaju duhovno vodstvo židovskog naroda nakon što je slomljen ustanak protiv rimske vlasti koji su vodili zeloti, te razoren Jeruzalem i jeruzalemski Hram. 
Rabini iz škole u Jabni pripremili su do kraja I. st. n.e. izdanje hebrejske Biblije zvano masoretski tekst, kojim se Židovi i do danas služe. U to izdanje nisu uključeni neki spisi koji su uneseni u septaugintu, prijevod Biblije na grčki, pripremljen u Aleksandriji u III. st. pr. Kr., a koji su uključeni u zbirku koja se pod imenom Stari zavjet koristi u Rimokatoličkoj crkvi.
Uredili su, do početka III. st.n.e, zbirku zapisa usmenih tumačenja Tore, nazvanu Mišna, koja čini jezgru Talmuda.